# 샤토티에리
샤토티에리(프랑스어: Château-Thierry; (프랑스어 발음: [ʃa.to.tje.ri])는 파리에서 북동쪽으로 56km 떨어진 곳에 위치한 프랑스 북부에 있는 코뮌이다. 피카르디에 속하는 엔 주의 준주도이다.

## 역사
서로마 제국 후기에 오트무스 (Otmus)라 부르는 작은 마을이 수아송-트로이즈 간 도로가 마른강을 지나가던 곳에 자리해 있었다.
8세기 동안 카를 마르텔은 테우데리히 4세를 오트무스 성에 포로로 두었다. 이 시기에 오트무스는 '카스트룸 테오도리치' (Castrum Theodorici)란 이름을 얻었는데, 훗날 샤토티에리 (Château-Thierry →티에리 성, 티에리는 테우데리히를 프랑스어 또는 초기 로만어로 바꾼 것)로 바꿔졌다.
946년 샤토티에리 성은 베르망두아-수아송 가의 오무아의 백작인 에르베르 르비외 (Herbert le-Vieux, comte d'Omois)의 저택이었다.
샤토티에리는 두 번의 중요한 전투가 일어났던 곳인데, 바로 나폴레옹 전쟁에서 프랑스와 프러시아 사이에 벌어진 샤토티에리 전투 (1814년)과 제 1차 세계 대전에서 미국과 독일 사이에서 벌어진 샤토티에리 전투 (1918년)이다.

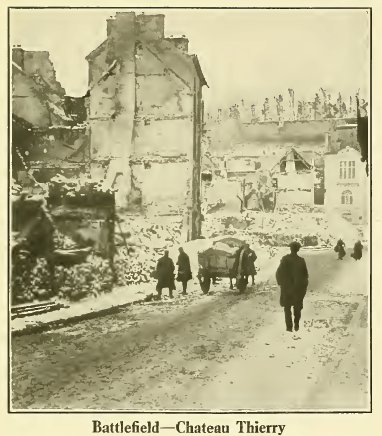
1920년에 촬영한 샤토티에리의 전쟁터.

1918년에는 샤토티에리 성 근처에서 악명높은 파리 대포의 포가가 발견되기도 했다. 다만 대포 자체는 전혀 발견되지 않았다.

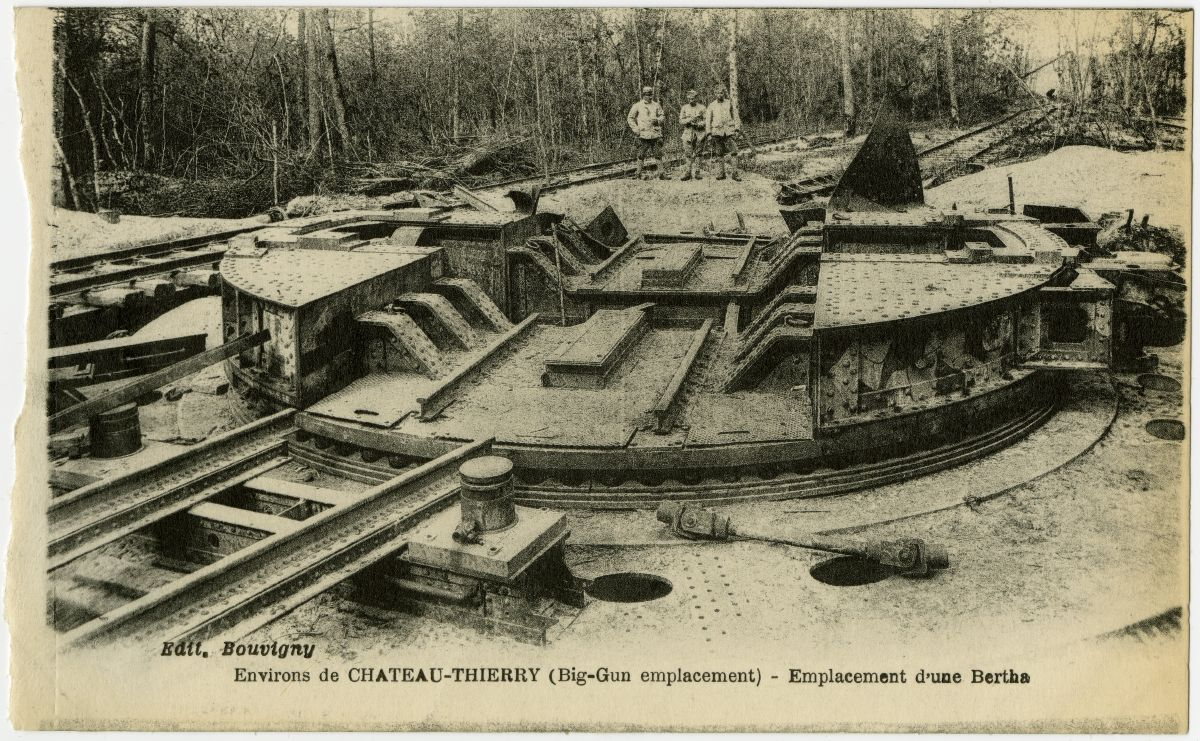
제 1차 세계 대전에 파리 대포 포가의 모습을 담은 엽서

## 지리
샤토티에리는 마른강에 위치해 있다.

## 교통
샤토티에리는 파리의 가르 드 레스트에서 출발하는 지역 철도 노선의 종착역이다. 또 파리와 프랑스 동부를 연결하는 A4 고속도로의 출구이기도 하다. 이외에도 지역 버스 노선이 운행된다.

## 인물
샤토티에리는 라퐁텐이 태어난 곳이며, 시어도어 루스벨트의 아들인 켄틴 루스벨트가 제 1차 세계 대전 도중인 1918년 7월에 프랑스 공군 SPAD기를 몰다가 격추되어 사망한 곳이기도 하다.

## 인구
| 연도 | 인구   | ±%     |
| ---- | ------ | ------ |
| 1793 | 4,080  | —      |
| 1800 | 4,160  | +2.0%  |
| 1806 | 4,730  | +13.7% |
| 1821 | 4,422  | −6.5%  |
| 1831 | 4,697  | +6.2%  |
| 1836 | 4,761  | +1.4%  |
| 1841 | 4,995  | +4.9%  |
| 1846 | 5,413  | +8.4%  |
| 1851 | 5,629  | +4.0%  |
| 1856 | 5,381  | −4.4%  |
| 1861 | 5,761  | +7.1%  |
| 1866 | 6,519  | +13.2% |
| 1872 | 6,623  | +1.6%  |
| 1876 | 6,902  | +4.2%  |
| 1881 | 7,015  | +1.6%  |
| 1886 | 7,296  | +4.0%  |
| 1891 | 6,863  | −5.9%  |
| 1896 | 7,063  | +2.9%  |
| 1901 | 7,083  | +0.3%  |
| 1906 | 7,347  | +3.7%  |
| 1911 | 7,771  | +5.8%  |
| 1921 | 7,751  | −0.3%  |
| 1926 | 8,266  | +6.6%  |
| 1931 | 8,154  | −1.4%  |
| 1936 | 7,928  | −2.8%  |
| 1946 | 8,094  | +2.1%  |
| 1954 | 8,841  | +9.2%  |
| 1962 | 10,006 | +13.2% |
| 1968 | 11,049 | +10.4% |
| 1975 | 13,491 | +22.1% |
| 1982 | 14,557 | +7.9%  |
| 1990 | 15,312 | +5.2%  |
| 1999 | 14,966 | −2.3%  |
| 2008 | 14,831 | −0.9%  |
| 2011 | 14,413 | −2.8%  |

## 명소
- 성벽
- 생크레팽 교회 (Saint-Crépin, 15세기 건축물)
- 발랑 탑 (Balhan)
- 마른강
- 제 1차 세계 대전 엔-마른 미국인 묘지 및 기념공원 (Aisne-Marne American Cemetery and Memorial, 벨로 시 남쪽에 위치함)
- 샤토티에리 미국 기념비 (Chateau-Thierry American Monument, 마을을 내려다보고 있음)
- 샹파뉴 포도밭
- 마을 교회들

### 자매도시
샤토티에리는 다음과 같은 도시들과 자매결연을 맺고 있다.
- 독일 푀스네크 (1989)
- 그리스 알리아르토스
- 독일 운테를뤼스
- 루마니아 치스너디에
- 르완다 키냐미 (Kinyami)
- 독일 모슈바흐 (1974)
- 폴란드 그리부프
- 마다가스카르 암보히츠롤로마히트시 (Ambohitrolomahitsy)

## 외부 링크

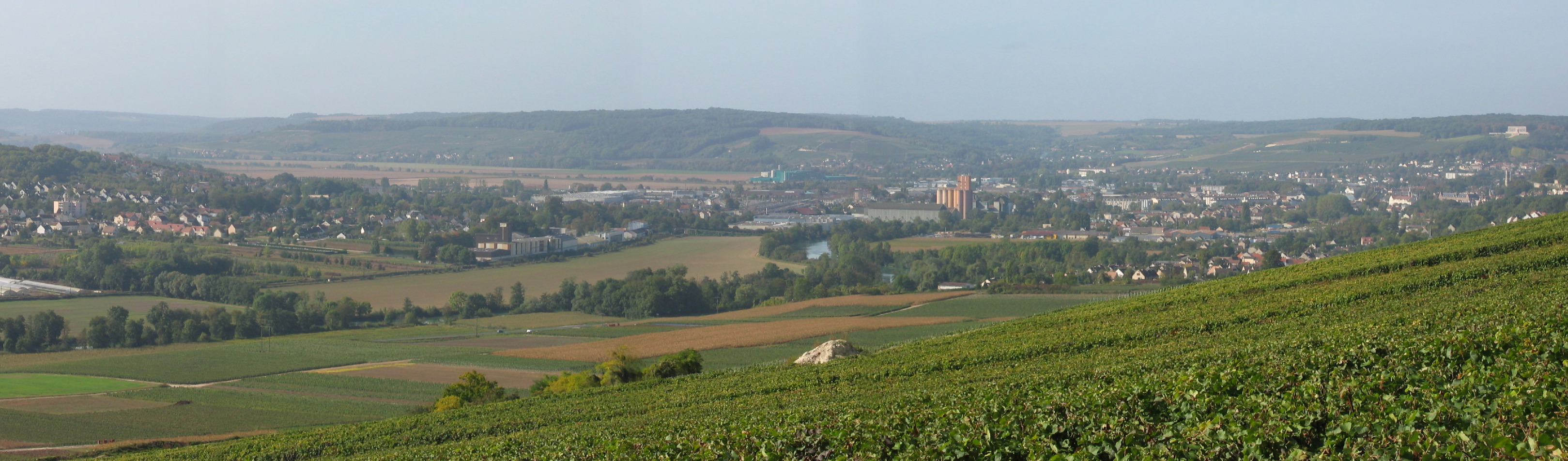
샤토티에리

## 같이 보기
- 미국 제1군단
- 샤토 드 콩데
- 엔 주의 코뮌 목록